# ألان ريغلي
ألان ريغلي (بالإنجليزية: Alan Wrigley)‏ هو مهندس وكاتب أسترالي، ولد في 19 يوليو 1931 في لاونسستون في أستراليا.